# Jacoby Ellsbury
Jacoby McCabe Ellsbury (ur. 11 września 1983) – amerykański baseballista, który występował na pozycji środkowozapolowego.

## Boston Red Sox

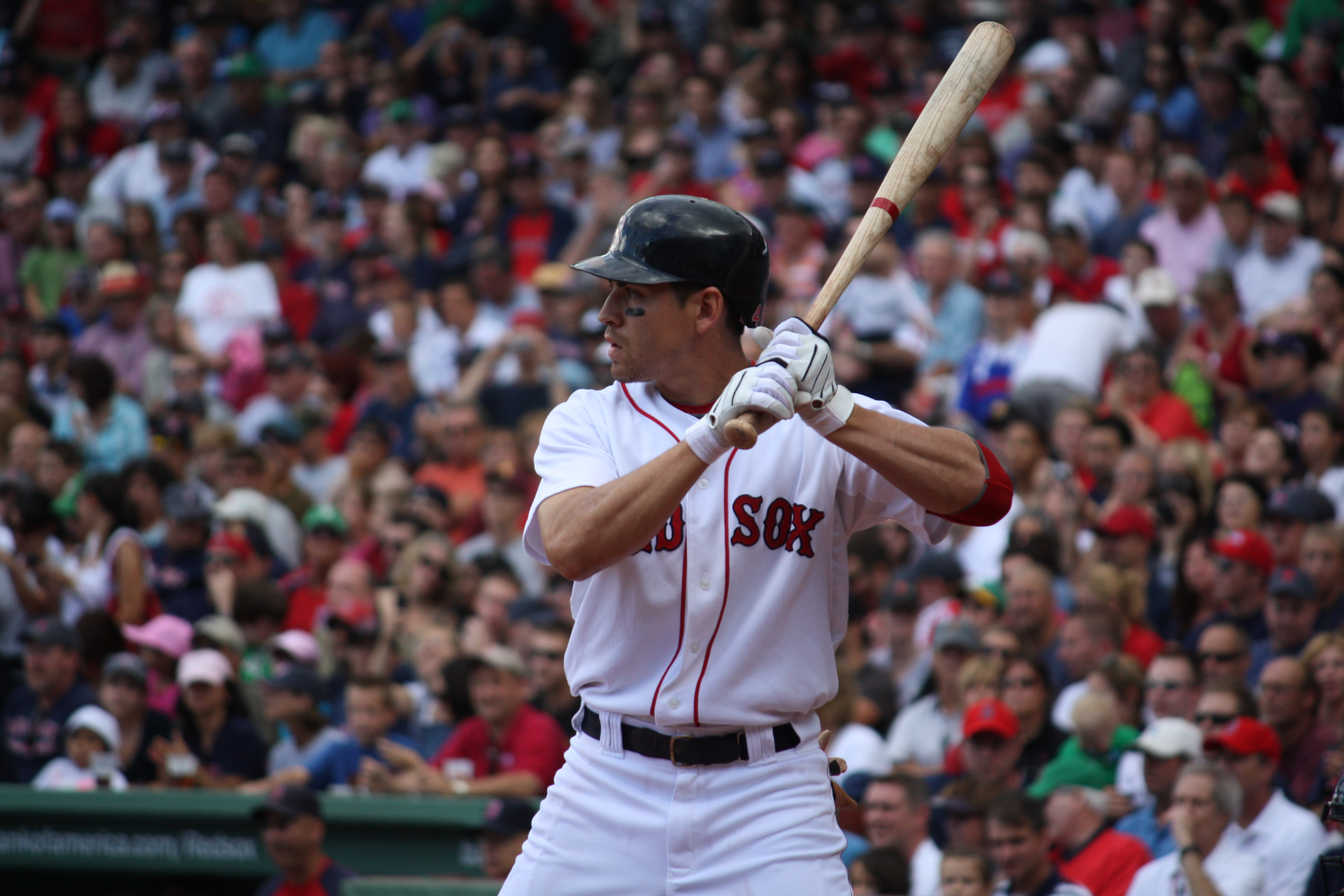
Ellsbury podczas meczu z Tampa Bay Rays na Fenway Park we wrześniu 2009.

Ellsbury studiował na Oregon State University, gdzie w latach 2003–2005 grał w drużynie uniwersyteckiej Oregon State Beavers. W 2005 został wybrany w pierwszej rundzie draftu z numerem 23 przez Boston Red Sox i początkowo występował w klubach farmerskich tego zespołu, między innymi w Pawtucket Red Sox, reprezentującym poziom Triple-A. W Major League Baseball zadebiutował 30 czerwca 2007 w meczu przeciwko Texas Rangers, w którym zaliczył pierwsze w karierze uderzenie. W sezonie 2007 wystąpił w World Series, w których Red Sox pokonali Colorado Rockies w czterech meczach.
W 2008 zwyciężył w American League w klasyfikacji pod względem skradzionych baz (50), a w głosowaniu do nagrody MLB Rookie of the Year Award dla najlepszego debiutanta zajął trzecie miejsce za Evanem Longoria z Tampa Bay Rays i Alexeiem Ramirezem z Chicago White Sox. Rok później ponownie zdobył w lidze najwięcej skradzionych baz (70) i zwyciężył w klasyfikacji pod względem zdobytych triples (10). W sezonie 2010 rozegrał zaledwie 18 meczów ze względu na kontuzję, którą odniósł 11 kwietnia 2010 po zderzeniu z trzeciobazowym Kansas City Royals Adriánem Beltré.
W 2011 po raz pierwszy w karierze wystąpił w Meczu Gwiazd, a przy średniej uderzeń 0,321 (5. wynik w lidze), slugging percentage 0,552 (6. wynik w lidze), 212 zaliczonych uderzeniach (3. wynik w lidze), zdobywając 32 home runy i 39 skradzionych baz i jednocześnie stając się pierwszym zawodnikiem Red Sox, który wstąpił do Klubu 30–30, w głosowaniu do nagrody MVP American League zajął 2. miejsce za Justinem Verlanderem z Detroit Tigers. W kwietniu 2012 roku doznał kontuzji barku w starciu z łącznikiem Tampa Bay Rays Reidem Brignac, która wykluczyła go z gry na trzy miesiące.
30 maja 2013 w meczu przeciwko Philadelphia Phillies pobił rekord klubowy kradnąc bazę pięć razy. W tym samym roku wystąpił we wszystkich meczach World Series, w których Red Sox pokonali St. Louis Cardinals 4–2.

## New York Yankees
W grudniu 2013 jako wolny agent podpisał siedmioletni kontrakt wart 153 miliony dolarów z New York Yankees. 25 sierpnia 2014 w meczu z zaliczył 1000. uderzenie w MLB. 28 kwietnia 2017 w meczu przeciwko Baltimore Orioles zdobył swojego pierwszego grand slama w MLB. Jednocześnie był to jego 100. home run w zawodowej karierze. W sezonie 2018 nie zagrał w żadnym meczu z powodu kontuzji.

## Nagrody i wyróżnienia
| Nagroda/wyróżnienie         | Lata       | Źródło       |
| All-Star                    | 2011       | [ 2 ]        |
| 2× zwycięzca w World Series | 2007, 2013 | [ 5 ] [ 14 ] |
| Gold Glove Award            | 2011       | [ 19 ]       |
| Silver Slugger Award        | 2011       | [ 20 ]       |
| 30–30 club                  | 2011       | [ 21 ]       |